# Summer Eletrohits
Summer Eletrohits é uma coletânea do estilo dance music produzida pela Som Livre em parceria com o programa TVZ, do canal a cabo Multishow. Teve sua primeira edição lançada em janeiro de 2005, sendo que a cada verão é lançado um novo CD. Ao longo do lançamento, recebeu várias certificações de platina pela ABPD, além de ficar entre os mais vendidos em 2005. Vários profissionais, que também eram executivos da Som Livre e DJ's, participaram da seleção de repertório nas edições como: André Werneck, Marcus Vinicius, Renê Junior, Rogério Gonçalves e outros. 
Após a primeira edição, que foi lançada em janeiro de 2005, todas as edições posteriores foram lançadas ao final de cada ano, sempre no mês de dezembro, começando com a segunda edição, em dezembro de 2005, até a oitava edição, em dezembro de 2011. A nona edição não foi lançada em dezembro de 2012, e seu lançamento só viria a acontecer em fevereiro de 2013. A partir de então, a coletânea deixava de ser lançada nos meses de dezembro, e a décima edição seria lançada ainda mais tarde, em março de 2014. Em sua 11.ª edição, a coletânea foi lançada em janeiro de 2015, dessa vez recebendo o título de Summer Eletrohits 2015 e não Summer Eletrohits 11, acompanhada de um DVD com músicas exclusivas ausentes no álbum físico. Porém, as faixas do 5, 9 e 12 do CD também estavam ausentes do DVD. A 12.ª edição voltou a ser lançada em dezembro, no ano de 2015, sob o título de Summer Eletrohits 2016, acompanhada de uma versão deluxe vendida exclusivamente via digital com várias canções extras, porém sem as faixas 1, 10 e 11 do CD físico padrão. Da segunda até a décima-primeira edição, as fontes do logo de todos os álbuns da coletânea tinham basicamente o mesmo padrão, com apenas algumas variações, algo que mudou na décima-segunda edição.
Com o lançamento do novo selo Austro Music, que estreou a coletânea Austro House Hits da Som Livre, dedicado à música eletrônica, pensou-se que a série Summer Eletrohits seria descontinuada pela gravadora em 2016, totalizando o lançamento de 12 CDs nesses 11 anos. Porém, em janeiro de 2017, com a edição Summer Eletrohits 2017, a coletânea não só voltou a ser lançada pela gravadora Som Livre por conta de sua popularidade no mercado musical, como também virou parte do recém criado selo Austro Music, dedicado inteiramente à música eletrônica. No ano seguinte, a coletânea foi lançada mais tarde (em fevereiro) em função do carnaval de 2018 ter sido mais cedo naquele ano. A partir da edição Summer Eletrohits 2018, porém, a coletânea trouxe músicas em sua maioria desconhecidas do grande público em comparação com edições anteriores, abandonando a pegada comercial e focando em um estilo mais alternativo, fato que se repetiria nas edições seguintes. Na edição Summer Eletrohits 2019, lançada em fevereiro de 2019, havia muitos sons de artistas brasileiros, sendo que alguns deles eram sucessos remixados.
Uma curiosidade sobre o Summer Eletrohits 4 é a divergência sobre a faixa 15 . No encarte e na contra capa indicam que a faixa 15 é "Mason Vs Princess Superstar - Perfect (Exceeder)". Alguns CD's sairam com a faixa, mas por algum motivo a faixa foi substituída por "Syke 'N' Sugarstarr - Danz (Devotion) (Extended Vocal Mix)" e o encarte e a contra capa não foram alterados, assim mantendo erroneamente o título da primeira música.
Uma curiosidade sobre o Summer Eletrohits 2017 é a de que possui duas versões lançadas: uma "versão física", disponível para compra no site da Som Livre, e uma "versão digital", disponível em sites de streamings e compras de música. As versões contém algumas músicas diferentes entre si, além do posicionamento. A única similaridade total fica por conta da primeira música, sendo a mesma em ambas as versões. No entanto, não há explicação alguma por parte dos detentores acerca dessa diferença.
Em janeiro de 2020, houve o lançamento da edição Summer Eletrohits 2020, entretanto, não houve um lançamento físico do álbum, apenas nas plataformas digitais de música como Deezer, Spotify e YouTube Music; esta edição não se encontra disponível no catálogo do endereço eletrônico da gravadora Som Livre. Enquanto durar a pandemia de COVID-19, é muito provável que todos os lançamentos da coletânea ocorram apenas via streaming.

## Edições padrão
- Summer Eletrohits 1 (Janeiro de 2005)[6]
- Summer Eletrohits 2 (Dezembro de 2005)[7]
- Summer Eletrohits 3 (Dezembro de 2006)[8]
- Summer Eletrohits 4 (Dezembro de 2007)[9]
- Summer Eletrohits 5 (Dezembro de 2008)[10]
- Summer Eletrohits 6 (Dezembro de 2009)[11]
- Summer Eletrohits 7 (Dezembro de 2010)[12]
- Summer Eletrohits 8 (Dezembro de 2011)[13]
- Summer Eletrohits 9 (Fevereiro de 2013)[14]
- Summer Eletrohits 10 (Março de 2014)[15]
- Summer Eletrohits 2015 (Janeiro de 2015)[16]
- Summer Eletrohits 2016 (Dezembro de 2015)[17]
- Summer Eletrohits 2017 (Janeiro de 2017)[18]
- Summer Eletrohits 2018 (Fevereiro de 2018)[19]
- Summer Eletrohits 2019 (Fevereiro de 2019)[20]
- Summer Eletrohits 2020 (Janeiro de 2020)[21]

## DVDs e edições especiais
- DVD Summer Eletrohits (Dezembro de 2006)
- DVD Summer Eletrohits 2015 (Janeiro de 2015)
- Summer Eletrohits 2016 - Deluxe (Dezembro de 2015)[22]

## Faixas (edições padrão)

### Summer Eletrohits(Janeiro de 2005)
1. "Can You Feel It" – Jean Roch
2. "If You" – Magic Box

Capa da 1.ª edição

3. "California Dreaming (Tek-House Single)" – Royal Gigolos
4. "Dragostea Din Tei (DJ Ross Remix)" – O-Zone
5. "Saturday Night (DJ Frank Remix)" – The Underdog Project
6. "Push The Feeling On 2003 (J.C.A. Remix)" – Nightcrawlers
7. "Call On Me" – Eric Prydz
8. "Pump It Up!" – Danzel
9. "Fuck It (I Don't Want You Back)" – Florida Inc.
10. "Smells Like Teen Spirit" – Happening
11. "Seven Nation Army" – Arena
12. "He's A Dream" – Delicious
13. "Disco Bus" – Stereo Bros.
14. "Breathe" – O2

### Summer Eletrohits 2(Dezembro de 2005)
1. "Can't Get Over" – Kasino

Capa da 2.ª edição

2. "What A Feeling"  – Global Deejays
3. "Axel F" – Crazy Frog
4. "The Killer's Song" – Carolina Márquez
5. "So Many Times" – Gadjo
6. "Lola's Theme" – Shapeshifters
7. "Love Believer" – Ivana Domenico
8. "Vidas Nuevas" – Laura
9. "Pon de Replay" – Rihanna
10. "Summer Lovin"' – Musikk feat. John Rock
11. "Get Up" – DJ Ross feat. Double You
12. "The World Is Mine" – David Guetta
13. "I Wish (Skazi's Remix)" – Infected Mushroom
14. "You're Free" – Yomanda
15. "Livin' On A Prayer (DJ Tom Hopkins Remix)" – Dalimas
16. "U Got The Luv" – Soulfunkers

### Summer Eletrohits 3(Dezembro de 2006)

Capa da 3.ª edição

1. "World, Hold On" – Bob Sinclar feat. Steve Edwards
2. "Your Body (Addy Van Remix)" – Tom Novy feat. Michael Marshall
3. "Movin' On" (Basto! Guitarra Mix) – Ian Van Dahl
4. "Shake It" – Kasino
5. "One Last Cry" (Deep Lick Club Mix) – Marina Elali
6. "Shining Star (Gianluca Motta Remix)" – Get Far feat. Sagi Rei
7. "You Gonna Want Me" – Tiga
8. "Walking Away" (Tocadisco Remix) – The Egg
9. "Same Man" – Till West & DJ Delicious
10. "It's Too Late (Dirty South Remix)" – Evermore
11. "Electrize" – Komodor
12. "Everytime We Touch" – Cascada
13. "Clap Your Hands" – Ramada
14. "Dirty Funk" – Stereo Music
15. "Love At First Sight" – Delicious
16. "Ibiza Vibes" (Guitarra Mix Edit) – Paradise Island
17. "Love Generation" (Extended Version) – Bob Sinclar feat. Gary "Nesta" Pine

### Summer Eletrohits 4(Dezembro de 2007)

Capa da 4.ª edição

1. "Give A Lil' Love" – Bob Sinclar feat. Steve Edwards
2. "Love Is Gone (Fred Rister & Joachim Garraud Remix)" - David Guetta
3. "Stay Around (For This) (Delicious & Till West Remix)" – Milk & Sugar & Ayak pres. MS2
4. "Lovely" – Tommy Vee feat. Andrea T. Mendoza
5. "I Wish You Would" – Martijn Ten Velden
6. "Life Is Love (Nerio's Dubwork Remix)" – No Tone feat. Inusa Dawuda
7. "Born Slippy" – DJ Joe K
8. "Rise Up" – Yves Larock
9. "Destination Calabria" – Alex Gaudino feat. Crystal Waters
10. "Everybody's Grooving" – House Boulevard
11. "Proper Education" – Eric Prydz feat. Floyd
12. "In The Dark (Dirty South Remix)" – DJ Tiësto feat. Christian Burns
13. "Get Up (General Electric Remix)" – Global Deejays feat. Technotronic
14. "Let Me Think About It" – Ida Corr vs. Fedde le Grand
15. "Perfect (Exceeder)" – Mason vs. Princess Superstar
16. "You You You (Alex Gaudino & Jerma Extended)" – James Kakande
17. "To Feel Your Body" – Hitz feat. Conroy Elis & Dominique Levack

Faixa 15 alternativa presente em alguns discos: "Syke 'N' Sugarstarr - Danz (Devotion) (Extended Vocal Mix)"

### Summer Eletrohits 5(Dezembro de 2008)
1. "I Don't Know Why (Viale & DJ Ross Remix)" – Moony

Capa da 5.ª edição

2. "Tomorrow Can Wait" – David Guetta
3. "Keep On Rising" – Ian Carey feat. Michelle Shellers
4. "I Kissed a Girl (Jason Nevins Remix)" – Katy Perry
5. "All I Need" - Get Far feat. Sagi Rei
6. "Set Me Free" – House Boulevard feat. Samara
7. "Dance With Me (Houseshaker Remix)" – Saint feat. MDP
8. "Children" – Dave Darrel
9. "Cry For You (Spencer & Hill Remix)" – September
10. "What A Wonderful World" – Axwell & Bob Sinclar feat. Ron Carroll
11. "Lose Control (DJ Tom Hopkins Remix)" – Double You
12. "Monday" – Carlo Dallanese feat. Fábio Castro
13. "After The Rain" – Fedo Mora & Camurri
14. "Children Of The Sun (R.I.O. Remix)" – Yanou
15. "Shine On (Spencer & Hill Remix)" – R.I.O.
16. "Turn The Tide (R.I.O. Remix)" – Manian

### Summer Eletrohits 6(Dezembro de 2009)

Capa da 6.ª edição

1. "I Gotta Feeling" – Black Eyed Peas
2. "When Love Takes Over" – David Guetta feat. Kelly Rowland
3. "Poker Face (Dave Audé Remix)" – Lady Gaga
4. "Hush Hush; Hush Hush (Dave Audé Remix)" – The Pussycat Dolls
5. "Leave The World Behind" – Swedish House Mafia & Laidback Luke feat. Deborah Cox
6. "Let the Bass Kick in Miami Bitch" – Chuckie vs. LMFAO
7. "Infinity" – Guru Josh Project
8. "Give It to Me" – Alexxa
9. "Fiesta Loca" – Desaparecidos
10. "Brand New Day" – Filipe Guerra feat. Lorena Simpson
11. "In The Air (Axwell Remix)" – TV Rock feat. Rudy
12. "Sun Is Coming Out" – DJ Memê
13. "Day & Night" – Kid Cudi feat. The Crookers
14. "S.O.S." – Ian Carey feat. Craig Smart
15. "Destiny" – DJ Tom Hopkins feat. Samara
16. "I Feel So Free" – Spyzer

### Summer Eletrohits 7(Dezembro de 2010)

Capa da 7.ª edição

1. "One" – Swedish House Mafia feat. Pharrell
2. "Gettin' Over You" – David Guetta feat. Fergie & LMFAO
3. "California Gurls" – Katy Perry feat. Snoop Dogg
4. "I'm In Love (I Wanna Do It)" – Alex Gaudino
5. "Stereo Love (Molella Radio Edit)" – Edward Maya & Vika Jigulina
6. "We No Speak Americano (Tu Vuò Fà L'Americano)" – Yolanda Be Cool vs. Dcup
7. "Tik Tok (Fred Falke Remix) "- Ke$ha
8. "Club Can't Handle Me" – Flo Rida feat. David Guetta
9. "Not Giving Up On Love" – Armim Van Buuren vs. Sophie Ellis-Bextor
10. "Live It Up" – Ali Pierre
11. "That's My Name" – Akcent
12. "Summer Lie" – Eliza G.
13. "I Don't Know What To Do" – Tiko's Groove feat. Gosha
14. "Follow You" – Desaparecidos
15. "Release Me" – Tv Rock & Zoe Badwi
16. "Hot" – Inna
17. "Hey Hey (DF's Attention Remix)" – Dennis Ferrer
18. "Falling for U" – Mister Jam feat. Wanessa

### Summer Eletrohits 8(Dezembro de 2011)

Capa da 8.ª edição

1. "Save The World" – Swedish House Mafia feat. John Martin
2. "Give Me Everything" – Pitbull feat. Ne-Yo, Afrojack & Nayer
3. "Beautiful People" – Chris Brown feat. Benny Benassi
4. "Take Over Control" – Afrojack feat. Eva Simons
5. "Cry (Just A Little)" – Bingo Players
6. "Made Of" (Radio Edit) – Nause
7. "Dynamite" – Taio Cruz
8. "Seek Bromance" – Tim Berg
9. "Welcome to St. Tropez" – DJ Antoine vs. Timati feat. Kalenna
10. "I Wanna Go" – Britney Spears
11. "You Make Me Feel" – Cobra Starship feat. Sabi
12. "Mr. Saxobeat"  – Alexandra Stan
13. "Barbra Streisand" – Duck Sauce
14. "Walkin’ On Air (Burn)" – Mister Jam feat. Ali Pierre & King TEF
15. "What A Feeling" – Alex Gaudino feat. Kelly Rowland
16. "Got Me Going Over" – Ask2Quit feat. Colonel Red
17. "Show Me" – Jessica Sutta
18. "Don't Wanna Go Home" [sample: Show me Love] – Jason Derülo

### Summer Eletrohits 9(Fevereiro de 2013)

Capa da 9.ª edição

1. "Let's Go" – Calvin Harris feat. Ne-Yo
2. "Don't You Worry Child" – Swedish House Mafia feat. John Martin
3. "Don't Stop the Party" – Pitbull feat. TJR
4. "Calling (Lose My Mind)" – Sebastian Ingrosso feat. Alesso & Ryan Tedder
5. "Who" – Tujamo & Plastik Funk
6. "Golden People" – Mister Jam feat. Jacq & King TEF
7. "Can't Stop Me" – Afrojack & Shermanology
8. "How We Do (Party) - Juhola & Denavi Remix" – Rita Ora
9. "Spectrum" – Zedd feat. Matthew Koma
10. "Famous Before 5" – R-Go feat. Nando Vedder
11. "One Day (Reckoning Song)" – Asaf Avidan
12. "I Can't Get Nothing" – Tiko's Groove feat. Gosha
13. "The Night Out" – Martin Solveig
14. "I Want You Back" – DJ Joe K feat. Jerique Allan
15. "Take You Higher" – Goodwill & Hook N Sling
16. "Ma Chérie" – DJ Antoine feat. The Beat Shakers

### Summer Eletrohits 10(Março de 2014)

Capa da 10.ª edição

1. "I Love It (Cobra Starship Remix)" – Icona Pop feat. Charli XCX
2. "Locked Out of Heaven" – Bruno Mars
3. "Sweet Nothing" – Calvin Harris feat. Florence Welch
4. "This Is What It Feels Like" – Armin Van Buuren feat. Trevor Guthrie
5. "Never Say Goodbye" – Hardwell & Dyro feat. Bright Lights
6. "Summer Moonlight" – Bob Sinclar feat. Bem Delay
7. "Keep Running" – Marcelo CIC feat. Benjamin K
8. "No Place Like Home" – Mync & Senadee
9. "Sunrise (Won’t Get Lost)" – The Aston Shufle & Tommy Trash
10. "Alive" – Krewella
11. "Give All Now" – Tiko's Groove feat. Gosha
12. "Call Me a Spaceman" – Hardwell feat. Mitch Crown
13. "Heartbeat" – Mr. Jam feat. Chris Willis
14. "When I Turn Off The Lights" – Cuti DJ feat. D’Twice
15. "Warrior" – Luciano Roffer, R-Go & Ester
16. "Best of You" – Vee Brondi & Marcelo D'Sá
17. "Ready" – Anthony Garcia

### Summer Eletrohits 2015(Janeiro de 2015)

Capa da 11.ª edição, de 2015

1. "Shot Me Down" – David Guetta feat. Skylar Grey
2. "Rather Be" – Clean Bandit feat. Jess Glynne
3. "A Sky Full of Stars" – Avicii & Coldplay
4. "Dare You" – Hardwell feat. Matthew Koma
5. "Howl at the Moon" – Stadiumx & Taylr Renne
6. "Show Me Love" – Michael Mind Project
7. "Light It Up" – DJ Antoine
8. "We Are Free" – Mister Jam feat. Johnny Franco
9. "Beautiful Daylight" – Vee Brondi & Terri B!
10. "Revolution (Audien Remix)" – R3hab, Nervo & Ummet Ozcan
11. "Wicked Wonderland" – Martin Tungevaag
12. "Celebrate Life" – Cuti DJ feat. Marquinho Osócio
13. "The Bass" – Tom Hopkins & Anthony Garcia
14. "We Were Young" – DVBBS

### Summer Eletrohits 2016(Dezembro de 2015)

Capa da 12.ª edição, de 2016

1. "Blame" – Calvin Harris feat. John Newman
2. "Tremor" – Dimitri Vegas & Like Mike feat. Martin Garrix
3. "Intoxicated" – Martin Solveig vs. GTA
4. "Cheerleader" (Felix Jaehn remix) – Omi
5. "Runaway (U & I)" – Galantis
6. "Can't Stop Playing" – Dr. Kucho! & Gregor Salto
7. "Sally" – Hardwell feat. Harrison
8. "Gold Skies (Tiësto Remix)" – Sander Van Doorn, Martin Garrix & DVBBS feat. Alessia
9. "Bounce Generation" – TJR & VINAI
10. "Prayer in C" – Lilly Wood & The Prick and Robin Schulz
11. "Waves" – Mr. Probz
12. "Sweets (Soda Pop)" – Fox Stevenson
13. "The Night" – 3LAU & Nom de Strip feat. Estelle
14. "Virus (How About Now)" – Martin Garrix & MOTi

### Summer Eletrohits 2017(Janeiro de 2017)

Capa da 13.ª edição, de 2017

Músicas disponíveis na "versão física":
1. "Don't Let Me Down" - The Chainsmokers feat. Daya
2. "In the Name of Love" - Martin Garrix feat. Bebe Rexha
3. "Perfect Strangers" - Jonas Blue feat. JP Cooper
4. "Give It All Up" - WAO feat. Mikkel Solnado
5. "Young Again" - Hardwell feat. Chris Jones
6. "Paradise" - Benny Benassi & Chris Brown
7. "7 Years" - Kiwi Bird
8. "The Ocean - Mike Perry feat. Shy Martin
9. "Fast Car" - NLKD
10. "She Knows" - Elekfantz
11. "Here Without You" - The Squadz
12. "Nightlife" - D.I.B feat. Nathan Brumley
13. "Turn It Up" - Naza Brothers
14. "Troy" - Ftampa & WAO

Músicas disponíveis na "versão digital":
1. "Don't Let Me Down" - The Chainsmokers feat. Daya
2. "Give It All Up" - WAO feat. Mikkel Solnado
3. "Young Again" - Hardwell feat. Chris Jones
4. "7 Years" - Kiwi Bird
5. "Fast Car" - NLKD
6. "She Knows" - Elekfantz
7. "Here Without You" - The Squadz
8. "Nightlife" - D.I.B feat. Nathan Brumley
9. "Turn It Up" - Naza Brothers
10. "Troy" - Ftampa & WAO
11. "I Can't Wait" -  Eric Chase feat. Michelle Hord
12. "Ignite" - Michel Mind Project
13. "Revolution" - Keemo & Schild feat. Justin Hopkins
14. "The Hook" - Bhaskar
15. "Aurora" - Joe Kinni

### Summer Eletrohits 2018(Fevereiro de 2018)
1. "Your Power" - WAO feat. Gannah

Capa da 14.ª edição, de 2018

2. "One Nation" - D.I.B. feat. Luizor Eim
3. "Breakup Song" - De Hofnar feat. Son of Patricia
4. "Infinito Particular" (Bhaskar Remix) - Silva
5. "Rising Sun" - Goldfish & Pontifexx feat. Gustavo Bertoni
6. "Vem Quente Que Eu Estou Fervendo" - Rivas (Br) vs Danne feat. Breno Miranda
7. "Summer Love" - Chemical Surf feat. Jake Reese
8. "Cold Heart" - Bhaskar vs Gabriel Boni feat. Layna
9. "Wicked Games" - Vee Groove feat. Luciana Gaspar
10. "Paradise" - Kenshin & Mojjo feat. Marcelo Braga
11. "Found U" - Dimmi feat. Zeeba
12. "In My Soul" - WAO feat. Kamatos
13. "I'm Not Dreaming" - D.I.B. feat. Sam Alves
14. "She Says" - Nato Medrado

### Summer Eletrohits 2019(Fevereiro de 2019)

Capa da 15.ª edição, de 2019

1. "Abraço Forte" - Bhaskar feat. Hungria Hip Hop
2. "Nosso Amor Virou Canção" - Ralk, Make U Sweat feat. Guga Sabatiê
3. "When You're Alone" - Altermauz feat. Pontifexx
4. "Addicted" - Doublez, Guz Zanotto feat. Ol.C
5. "Let You Go" - Mojjo
6. "Pura Invenção"  - Brazza Squad, Cool Keedz feat. Leo S
7. "Cuidado" - Gaab feat.Ralk
8. "Fica Tudo Bem"  - Silva, Bhaskar feat. Anitta
9. "All Night" - Woo2tech, Arcuri feat. Weldon
10. "First Love" - D.I.B
11. "Devotion" - Pontifexx, Foreign
12. "Like Dis" - Volac feat. Gustavo Mota
13. "Tô Feliz (Matei O Presidente) 2" - Gabriel O Pensador feat. Chemical Surf, DJ Memê
14. "Think Fast" - Liu

### Summer Eletrohits 2020(Janeiro de 2020)
1. "Surreal (feat. Vitório)" - Mojjo
2. "Show Me Love" - Sandeille
3. "Pensa Em Mim" - Ralk
4. "Mood" - Samhara
5. "I'm the One" - Mojjo
6. "Touch Me" - Bhaskar
7. "Fallow Rivers" - Salk
8. "Crazy In Ibiza" - Jatlag Music
9. "Marra Cash" - Samhara
10. "Alive" - VINNE

Capa da 16.ª edição, de 2020

11. "Lost in True Devotion" - Clubbers
12. "It's All About" - Rooftime
13. "My Way (feat. drecopy)" - Zucchi
14. "Belong" - Zerb

## Faixas (DVDs e edições especiais)

### DVDSummer Eletrohits
1. "Can You Feel It" – Jean-Roch
2. "Can't Get Over" – Kasino
3. "Axel F" – Crazy Frog
4. "Pump It Up" – Danzel
5. "Satisfaction" – Benny Benassi Pres. The Biz
6. "The World Is Mine" – David Guetta
7. "The Killer's Song" – Carolina Marquez
8. "Owner Of A Lonely Heart" – Max Graham Vs. YES
9. "Hey, Oh" – Tragédie
10. "Lola's Theme" – Shapeshifters
11. "S.O.S. (Message In A Bottle)" – Filterfunk
12. "If You" – Magic Box
13. "Because The Night" – Jan Wayne
14. "Hey, Baby" – DJ Otzi
15. "Free" – Inaya Gray
16. "U Got The Luv" – Soulfunkers
17. "Dragostea Din Tei" – O-Zone

### DVDSummer Eletrohits2015
1. "Rather Be" – Clean Bandit feat. Jess Glynne
2. "Wicked Wonderland" – Martin Tungevaag
3. "A Sky Full of Stars" – Avicii & Coldplay
4. "Wildfire" – Borgeous
5. "Dare You" – Hardwell feat. Matthew Koma
6. "C'est La Vie" – Two feat. Lora
7. "Shot Me Down" – David Guetta feat. Skylar Grey
8. "Show Me Love" – Michael Mind Project
9. "Revolution" – R3hab, Nervo & Ummet Ozcan
10. "Light It Up" – DJ Antoine
11. "Outlines" – Mike Mago & Dragonette
12. "Ignite" – Michael Mind Project
13. "Prelude" – Michael Calfan
14. "Face To Face" – ATB
15. "Today" – Scooter and Vassy
16. "Invincible" – Borgeous
17. "Serotonin" – Audien & Matthew Koma
18. "Raging Bull" – ATB with Boss and Swan
19. "We Are Free" – Mister Jam feat. Johnny Franco
20. "The Bass" – Tom Hopkins & Anthony Garcia
21. "We Were Young" – DVBBS

### Summer Eletrohits 2016 – Deluxe
1. "Cheerleader" – Omi
2. "Runaway (U & I)" – Galantis
3. "Tremor" – Dimitri Vegas & Like Mike feat. Martin Garrix
4. "Intoxicated" – Martin Solveig vs. GTA
5. "Can't Stop Playing" – Dr. Kucho! & Gregor Salto
6. "Sally" – Hardwell feat. Harrison
7. "Wobarambam" – Moshe
8. "Gold Skies (Tiësto Remix)" – Sander Van Doorn, Martin Garrix & DVBBS feat. Alessia
9. "Recovery" – Scorsi feat. Maa Moore
10. "Bounce Generation" – TJR & VINAI
11. "The Night" – 3LAU & Nom de Strip feat. Estelle
12. "Hearts" – Snowx
13. "Virus (How About Now)" – Martin Garrix & MOTi
14. "Flashlight" – R3hab & Deorro
15. "Vidorra" – Martin Tungevaag
16. "Sweets (Soda Pop)" – Fox Stevenson
17. "Don't You Worry Child (Charming Horses Remix)" – Beth
18. "Extasy" – Azzalto feat. Roman Polonski
19. "Loving the Rush" – Datti & Get High feat. Sebastian Garcia
20. "The Hum" – Dimitri Vegas & Like Mike Vs. Ummet Ozcan
21. "Jealousy" – Gui Pires feat. Nathan Brumley
22. "Out of the Time" – Gomoha feat. Steklo